# برک (تگزاس)
برک، تگزاس(به انگلیسی: Burke, Texas) شهری در ایالت تگزاس از ایالات جنوبی ایالات متحده آمریکا است. در سرشماری سال ۲۰۰۰، جمعیت این شهر ۳۱۵ نفر اعلام شد.